# Mikroregion Salgado

Mikroregion Salgado

Mikroregion Salgado – mikroregion w brazylijskim stanie Pará należący do mezoregionu Nordeste Paraense. Ma powierzchnię 5.812,7 km²

## Gminy
- Colares
- Curuçá
- Magalhães Barata
- Maracanã
- Marapanim
- Salinópolis
- São Caetano de Odivelas
- São João da Ponta
- São João de Pirabas
- Terra Alta
- Vigia